# René Leleu
 (novembre 2016).
Si vous disposez d'ouvrages ou d'articles de référence ou si vous connaissez des sites web de qualité traitant du thème abordé ici, merci de compléter l'article en donnant les références utiles à sa vérifiabilité et en les liant à la section « Notes et références ».
Pour les articles homonymes, voir Leleu.
René Leleu, né le 11 juin 1911 à Lille, et mort le 6 juillet 1984 dans le 14e arrondissement de Paris, est un sculpteur et médailleur français.

## Biographie
René Leleu est d'abord élève d'Aimé-Gustave Blaise à l'école des beaux-arts de Lille, en compagnie d'Émile Morlaix, Lucien Fenaux, Gaston Watkin et Gérard Choain. Puis de Paul Landowski et Marcel Gaumont à l'École nationale supérieure des beaux-arts de Paris. Il est lauréat du grand prix de Rome de sculpture en 1939.
Il est professeur à l'école académique de Valenciennes de 1949 à 1959.
René Leleu est l'auteur de l'une des figures en bronze du Mémorial de la France combattante du Mont Valérien à Suresnes. Dix sculptures de bronze léguées par l'artiste sont conservées au palais des beaux-arts de Lille. D'autres œuvres sont conservées au musée Sainte-Croix des Sables-d'Olonne et au musée des beaux-arts de Valenciennes.
Il est membre fondateur du Salon Comparaisons.

## Œuvres dans les collections publiques

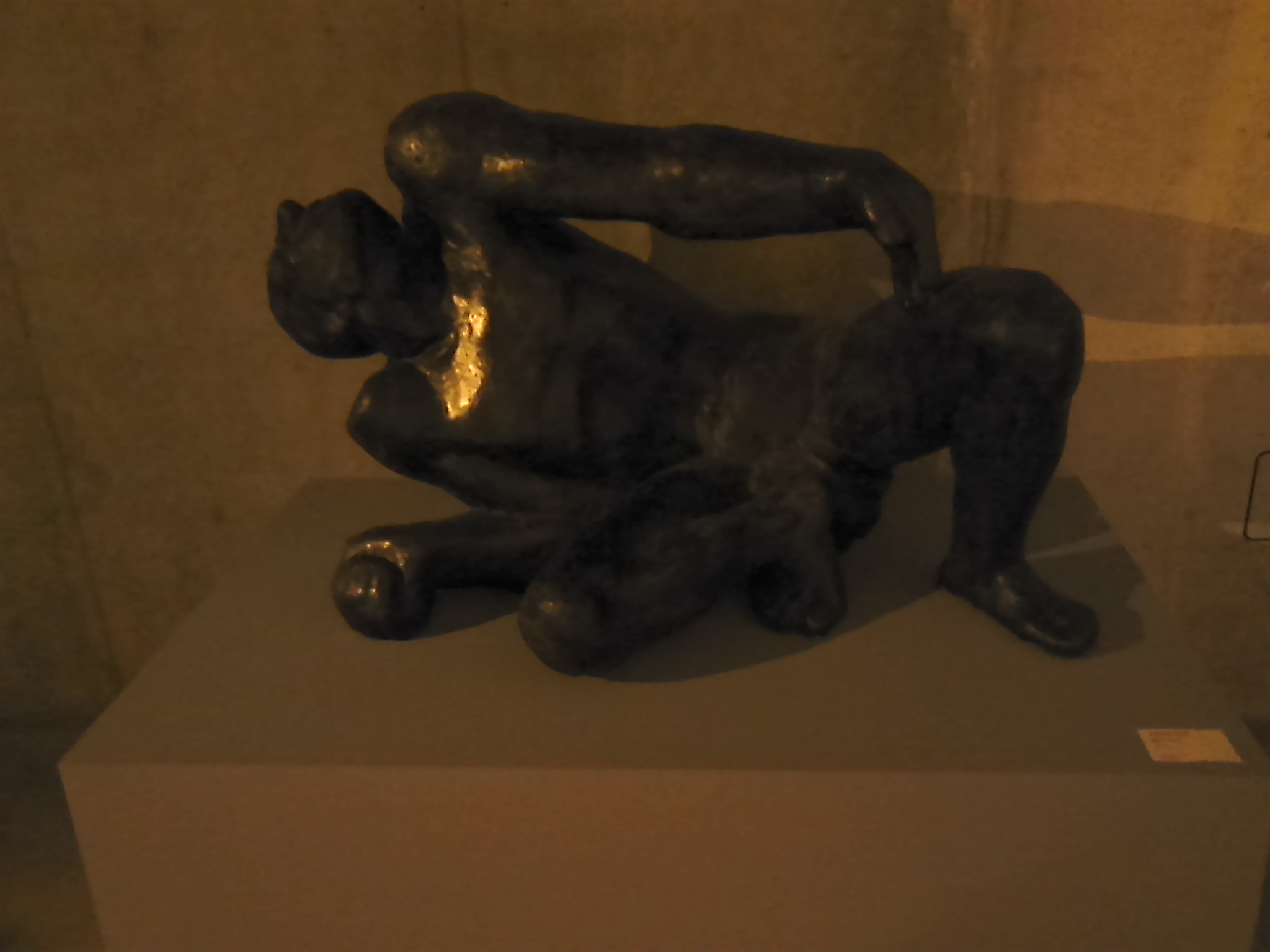
Héros mourant, Palais des beaux-arts de Lille.

- Bagnoles-de-l'Orne : Monument aux morts.
- La Roche-sur-Yon, lycée Branly : Le penseur, pierre reconstituée.
- Lille, palais des beaux-arts :
  - Héros mourant, plâtre ;
  - Combattant, bronze.
- Nogent-le-Rotrou, lycée Rémi-Belleau : Minotauromachie, 1975.
- Paris, musée national d'art moderne : Le Silence, bronze doré.
- Roubaix, lycée Maxence Van der Meersch : La connaissance et la recherche, bas-relief.
- Suresnes, Mont Valérien : mémorial de la France combattante, figure d’Alençon.
- Valenciennes :
  - bibliothèque municipale : L'étude, 1956, bas-relief en plâtre ;
  - église Saint-Géry : Fons vitae ; Le Silence ;
  - jardin du musée : Piéta ;
  - avenue d'Amsterdam : Triptolème, 1939.
  - musée des beaux-arts :
    - Minotauromachie, plâtre ;
    - Le héros mourant, bronze[3].